# G. Love & Special Sauce

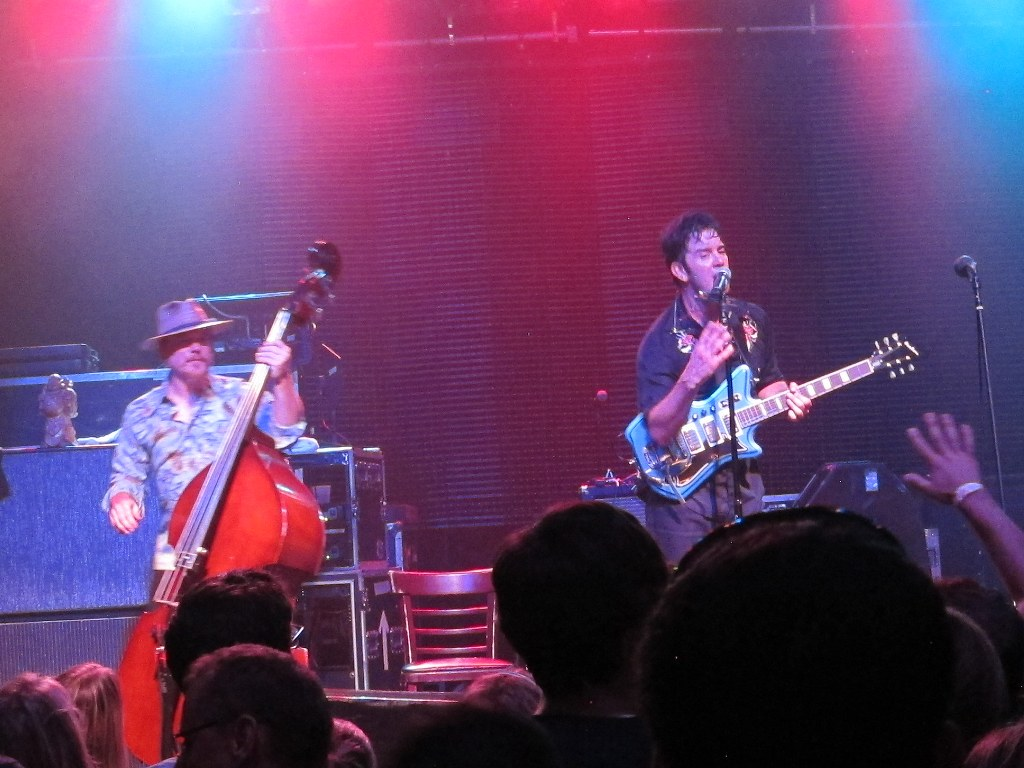
G. Love & Special Sauce, 2015

G. Love & Special Sauce  es un grupo de hip-hop alternativo de Filadelfia, Pensilvania. Son conocidos por su mezcla de sonidos de blues y de R&B. El líder de la banda es Garrett Dutton, más conocido como G Love, Jeffrey Clemens a la batería, Mark Botce al teclado y Timo Shanko con el bajo.

## Historia
La banda se formó en enero de 1993 cuando Dutton estaba tocando en un bar de Boston, The Tam O'Shanter. Allí conoció al baterista Jeffrey Clemens. Dutton y Clemens comenzaron a trabajar como un dúo, al que se le unió unos meses después Jimi Prescott y se convirtieron en la banda esterella en The Plough and Stars en Cambridge, Massachusetts. En 1994, lanzaron su primer álbum que llevaba como título el nombre del grupo con Okeh Records.
En 1995, sacaron su siguiente álbum, Coast to Coast Motel. Aunque no se vendió tan bien como su primer álbum, es considerado por muchos críticos como el mejor de los dos. En el tour que siguió al lanzamiento de su segundo disco, el grupo casi se rompió, debido a desacuerdos sobre las finanzas. Los tres miembros del grupo tomaron caminos separados, trabajando en varios proyectos paralelos.
Durante octubre de 1997 el grupo había reconciliado sus diferencias y lanzaron al mercado su tercer trabajo, Yeah, It's That Easy, que junto con su propio trabajo, incluía colaboraciones con otras bandas, como All Fellas Band, Philly Cartel, King's Court y Dr. John. Este álbum con influencias de soul era más parecido a su primer disco que sus anteriores lanzamientos.
Justo después de que G Love & Special Sauce clausuraran otra gira mundial, volvieron a Filadelfia en 1999 para lanzar su cuarto CD, Philadelphonic. Philadelphonic fue sucedido por Electric Mile en 2001.
En el verano de 2005, la banda realizó un anuncio para el lanzamiento de Coca-Cola Zero. El 24 de junio, salió al mercado Superhero Brother. El 15 de enero de 2009, G Love anunció en la página web del grupo que Jimi "Jazz" Prescott ya no era miembro de la banda.

### Álbumes en solitario
G Love ha lanzado tres álbumes en solitario. El primero de ellos, The hustle, fue el primer lanzamiento de G Love en Brushfire Records, la discográfica de Jack Johnson. Johnson ha sido uno de los invitados en el álbum Philadelphonic. G Love hizo una serie de actuaciones en 2004 con Jack Johnson y su compañero de la discográfica Brushfire Records, el artista Donavon Frankenreiter; el trío también encontró tiempo para lanzar un breve LP de directos. Sus álbumes en solitario son:
- The Hustle
- Lemonade
- Oh Yeah

## Miembros

### Actuales
- Garrett Dutton G. Love (Voz, guitarra, armónica)
- Jeffrey Clemens "Houseman" (Batería, coros)
- Mark Boyce (Teclado)
- Timo Shanko (Bajo)

### Antiguos
- Jimmie "Jazz" Prescott (Bajo)

## Discografía

### Álbumes
Los primeros cinco álbumes son demos o versiones tempranas de canciones lanzadas después en discos posteriores.
- G. Love Has Gone Country (1998)
- In the Kings Court
- Back in the Day (1993)
- Oh Yeah
- Front Porch Loungin' (2000)
- G. Love and Special Sauce
- Coast to Coast Motel
- Yeah, It's That Easy
- Philadelphonic
- Electric Mile
- "The Hustle"
- The Best of G. Love and Special Sauce
- Lemonade
- A Year and a Night with G. Love and Special Sauce
- Superhero Brother
- Long Way Down

### Singles
| Año                | Título                       | Posición | Álbum                |                 |   |                         |
| ------------------ | ---------------------------- | -------- | -------------------- | --------------- | - | ----------------------- |
| Año                | Título                       | 1994     | Álbum                | "Cold Beverage" | - | G. Love & Special Sauce |
| "Baby's Got Sauce" | -                            | 1994     |                      |                 |   | G. Love & Special Sauce |
| 1995               | "Kiss and Tell"              | -        | Coast to Coast Motel |                 |   |                         |
| 1995               | "Sweet Sugar Mama"           | -        | Coast to Coast Motel |                 |   |                         |
| 1997               | "Stepping Stone"             | 30       | Yeah, It's That Easy |                 |   |                         |
| 1997               | "I-76"                       | -        | Yeah, It's That Easy |                 |   |                         |
| 1999               | "Rodeo Clowns"               | 39       | Philadelphonic       |                 |   |                         |
| 1999               | "Dreamin'"                   | -        | Philadelphonic       |                 |   |                         |
| 2001               | "Free at Last"               | -        | Electric Mile        |                 |   |                         |
| 2001               | "Unified"                    | -        | Electric Mile        |                 |   |                         |
| 2004               | "Astronaut"                  | 37       | The Hustle           |                 |   |                         |
| 2005               | "Booty Call"                 | -        | The Hustle           |                 |   |                         |
| 2005               | "Love"                       | -        | The Hustle           |                 |   |                         |
| 2006               | "Hot Cookin'"                | -        | Lemonade             |                 |   |                         |
| 2007               | "Beautiful"                  | -        | Lemonade             |                 |   |                         |
| 2008               | "Peace, Love, and Happiness" | -        | Superhero Brother    |                 |   |                         |